# Partit Nacional Monàrquic
Partit Nacional Monàrquic (PNM) era un partit polític italià, creat el juny de 1946, de la unió de la Concentració Nacional Democràtica Liberal (CNDL) i d'altres formacions monàrquiques minoritàries. El seu primer secretari fou Alfredo Covelli.
El 2 de juny de 1954, degut a diverses escissions internes del PNM, fou creat el Partit Monàrquic Popular (PMP), dirigit per Achille Lauro.
L'11 d'abril de 1959 el PMP i el PNM es reunificaren donant vida al Partit Democràtic Italià (PDI), que el 7 de març de 1961 va prendre la denominació de Partit Democràtic Italià d'Unitat Monàrquica (PDIUM).

## Resultats electorals

### Parlament Italià
| Cambra dels Diputats |                |      |          |     |                 |
| Any                  | Vots           | %    | Escons   | +/– | Lider           |
| 1948                 | 729,078 (5è)   | 2.78 | 14 / 630 | 2   | Alfredo Covelli |
| 1953                 | 1,854,850 (4t) | 6.85 | 40 / 630 | 26  | Alfredo Covelli |
| 1958                 | 659,997 (8è)   | 2.23 | 11 / 630 | 29  | Alfredo Covelli |

| Senat de la República |                |      |          |     |                 |
| Any                   | Vots           | %    | Seats    | +/– | Lider           |
| 1948                  | 393,510 (5è)   | 1.74 | 3 / 315  | –   | Alfredo Covelli |
| 1953                  | 1,581,128 (4t) | 6.51 | 14 / 315 | 11  | Alfredo Covelli |
| 1958                  | 565,045 (8è)   | 2.16 | 2 / 315  | 12  | Alfredo Covelli |